# Всемирный торговый центр (Коломбо)
Всемирный торговый центр (англ. World Trade Center Colombo) (также известный как WTC Colombo или WTCC) — самое высокое законченное здание на Шри-Ланке. Высота — 152 метра, таким образом башни занимают третье место по высоте среди башен-близнецов в  Южной Азии. WTCC — один из 320 Всемирных торговых центров в 90 странах мира.
WTCC работает под управлением компании Overseas Realty Ceylon plc (более известной как ORCPLC). ORCPLC является частью Mireka Capital Land (pvt) Ltd, который принадлежит Хейвлок-сити, один из крупнейших жилых проектов в Азии. WTCC был открыт 12 октября 1997 года бывшим президентом Шри-Ланки Чандрикой Кумаратунга. Центр состоит из двух одинаковых 40-этажных башен: восточной и западной, соединённых 4-этажным корпусом.
Комплекс расположен в районе Форт на площади Эчелон, данный район называется Центральным Деловым районом (англ. Central Business District (CBD)).
До Центрального автовокзала Коломбо примерно 2 километра, до железнодорожной станции Форт — 1 километр, до порта — 1 километр, до международного аэропорта — 32 километра.
Комплекс подключён к трём подстанциям и двум сетям, кроме этого есть системы резервного питания основных элементов.
Имеется стоянка на 550 автомобилей и удобный подъезд через частную дорогу.

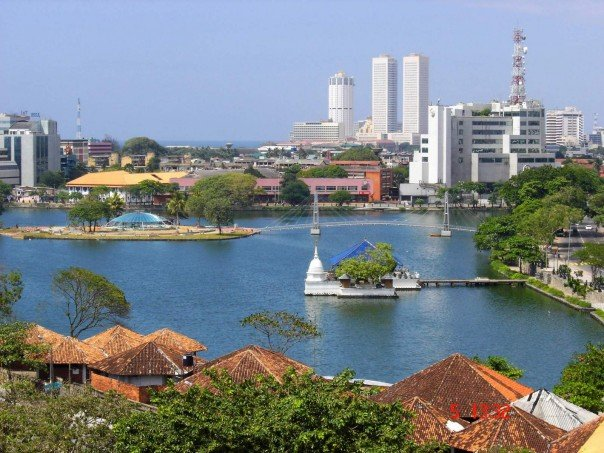
Вид на озеро Бейра с башнями Всемирного торгового центра и Банка Цейлона
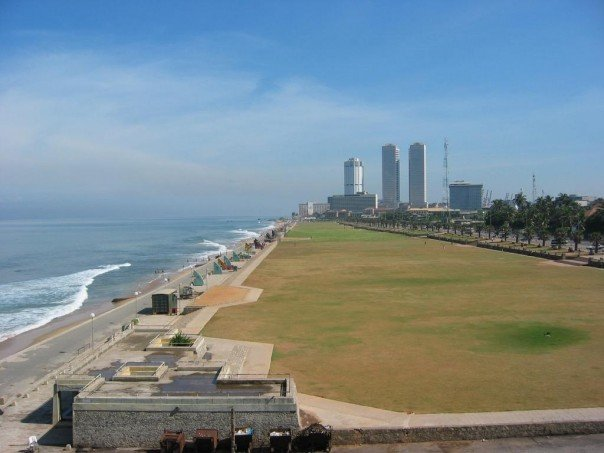
Вид на Galle Face Green с башнями-близнецами на заднем плане